# 繰り上げ投票
繰り上げ投票（くりあげとうひょう）とは、選挙または国民投票において交通や気象などの特殊要因により実施地域の一部で規定の投票期日よりも前倒しして特別な投票日を設定すること。開票日までに開票するための措置である。なお、法令用語としては繰上投票が正式である。

## 公職選挙法第56条による「繰上投票」

### 実施要因
日本において繰り上げ投票が実施されるのは、ほとんどの場合において島嶼に属する地域である。離島が属する自治体の市役所ないし町村役場との交通手段が船などに限られている場合、開票作業を役所・役場のある本土で行う際に投票箱の運搬に時間が掛かるため繰り上げ投票を実施することが多い。これは公職選挙法で「開票は、すべての投票箱の送致を受けた日又はその翌日に行う。」と定められており、一部の投票箱の開票を先に行うということが出来ないからである。
なお、投票区の一部が離島という場合には繰り上げ投票は行えないため、離島で期日前投票を受け付けることで対応する例もある。
この他、台風が接近しており投票日の外出が困難と予想される場合にも繰り上げ投票が実施されることがある。

### 離島のため定例的に行っている地域
選挙区は第48回衆議院議員総選挙のもの。日数の差異は通常の投票日を基準とする。
北海道
- 羽幌町・天売島および焼尻島（北海道第10区） - 2日前

山形県
- 酒田市・飛島（山形県第3区） - 2日前

東京都
- 小笠原村・母島（東京都第3区） - 前日

静岡県
- 熱海市・初島（静岡県第6区） - 前日

山口県
- 下関市・蓋井島（山口県第4区）- 前日
- 萩市・大島、相島、見島（山口県第3区）- 前日
- 防府市・野島（山口県第1区）- 前日
- 岩国市・柱島（山口県第2区）- 前日
- 柳井市・平郡島（山口県第2区）- 前日
- 上関町・祝島および八島（山口県第2区）- 前日

徳島県
- 阿南市・伊島（徳島県第1区）- 前日

福岡県
- 北九州市小倉北区・藍島（福岡県第10区）- 2日前
- 宗像市・地島および大島（福岡県第4区）- 2日前
- 新宮町・相島（福岡県第4区）- 2日前

長崎県
- 長崎市・高島（長崎県第1区）および池島（長崎県第2区）- 前日
- 佐世保市・宇久島（長崎県第4区）- 前日
- 五島市の20地区（長崎県第3区）- 前日
- 西海市・江島および平島（長崎県第4区）- 前日
- 小値賀町・大島および納島（長崎県第3区）- 前日

鹿児島県
- 三島村（鹿児島県第1区） - 3日前※役場が村外（鹿児島市）にあるため、フェリーでの投票箱運搬日数を考慮して投票日を設定している。
- 十島村（鹿児島県第1区） - 3日前※役場が村外（鹿児島市）にあるため、フェリーでの投票箱運搬日数を考慮して投票日を設定している。
- 長島町・獅子島 -（鹿児島県第3区）- 前日
- 屋久島町・口永良部島（鹿児島県第4区） - 3日前
- 瀬戸内町・請島および与路島 -（鹿児島県第2区）- 前日

沖縄県
- 竹富町（沖縄県第4区） - 前日※役場が町外（石垣市）にあるため、町内各島からの船での投票箱運搬日数を考慮して投票日を設定している。

### 気象条件を理由に実施された事例

#### 第44回衆議院議員総選挙（2005年9月11日）
台風15号の進路となることが予想されたため、繰り上げ投票を実施。

##### 2005年9月9日
- 沖縄県平良市（現・宮古島市）・大神島（沖縄県第4区）

##### 2005年9月10日
- 沖縄県与那国町（沖縄県第4区）

#### 第48回衆議院議員総選挙（2017年10月22日）
この選挙では、全国25市町村の計75の投票所で投票を19～21日に前倒しすることがもともと決まっていたが、台風21号の進路となることが予想されたため、繰り上げ投票の追加の措置を取る自治体が相次いだ。通常の前倒しと台風による追加措置を含めて、10月20日の時点の情報で、全国計109の投票所で繰り上げ投票が実施されることになっていた。

##### 2017年10月20日
- 宮城県石巻市・田代島および網地島[26]
- 宮崎県串間市・築島[26]
- 鹿児島県瀬戸内町・請島および与路島[27][21]（離島のため、もともとは2017年10月21日に繰上予定だった。）

##### 2017年10月21日
- 東京都新島村・式根島[28]
- 三重県鳥羽市・神島、答志島、菅島、坂手島[29]
- 三重県志摩市・間崎島および渡鹿野島[29]
- 兵庫県南あわじ市・沼島[30]
- 徳島県牟岐町・出羽島[31]
- 香川県多度津町・高見島および佐柳島[32][33]
- 愛媛県宇和島市・戸島、嘉島、竹ヶ島、日振島[34][35]
- 高知県宿毛市・沖の島および鵜来島[36]
- 福岡県糸島市・姫島[8][37]
- 長崎県平戸市・大島と度島[38][19]
- 熊本県天草市・湯島[39]
- 大分県津久見市・保戸島および無垢島[40][41]
- 大分県佐伯市・大島および深島[40][41]
- 鹿児島県瀬戸内町・加計呂麻島[27][21]
- 沖縄県南城市・久高島（沖縄県第4区）[42]
- 沖縄県座間味村・座間味島、阿嘉島、慶留間島（沖縄県第1区）[42]
- 沖縄県南大東村（沖縄県第1区）[42]
- 沖縄県北大東村（沖縄県第1区）[42]

##### 防げなかった開票作業の延期
下記の自治体では、離島から投票箱を運べないなどの理由で、開票が10月23日に延期となった。
- 愛知県西尾市[43]：佐久島（愛知県第12区）の投票箱運べず。
- 三重県鳥羽市[44]道路冠水のため、投票箱運べず。（三重県第4区）
- 三重県伊勢市[45]：道路冠水のため、3か所の投票所の投票箱運べず。（三重県第4区）
- 兵庫県篠山市（現・丹波篠山市）[46]：停電のため。（兵庫県第5区）
- 山口県萩市[47]：繰上投票を行った見島（山口県第3区）の投票箱運べず。
- 愛媛県松山市[48]：興居島（愛媛県第1区）および中島（愛媛県第2区）の投票箱運べず。
- 愛媛県八幡浜市[48]：大島（愛媛県第4区）の投票箱運べず。
- 佐賀県唐津市[49][50]：高島、神集島、向島、馬渡島、松島、加唐島、小川島（佐賀県第2区）の投票箱運べず。
- 宮崎県延岡市[51]：島野浦島（宮崎県第2区）の投票箱運べず。
- 沖縄県うるま市[52]：津堅島（沖縄県第3区）の投票箱運べず。
- 沖縄県南城市[52]：繰上投票を行った久高島（沖縄県第4区）の投票箱運べず。
- 沖縄県座間味村[52]：繰上投票を行った阿嘉島および慶留間島（沖縄県第1区）の投票箱運べず。

下記の自治体では、一部の開票作業を10月23日に延期した。
- 福岡市西区[53]：能古島および玄界島（福岡県第3区）の投票箱運べず。

下記の自治体では急遽、離島に開票所を設置し即日開票した。
- 長崎県佐世保市：黒島[54]
- 長崎県松浦市：黒島と青島[54]

## 公職選挙法第40条による「投票時間の繰り上げ」
公職選挙法第40条第1項ただし書きでは、「選挙人の投票に支障を来さないと認められる特別の事情のある場合に限り、4時間以内で投票終了時刻の繰り上げが可能」と定められている。かつては、投票所から開票所まで距離がある地域などで行われてきたが、その後都市部でも拡大。県庁所在地でも繰り上げ投票が行われるようになった。2003年の衆院選では約20%の投票所で行われていたが、2014年の衆院選では約33%の投票所で行われた。そのうち福島県では100%の投票所で、群馬県では99%で繰り上げ投票が行われた。
三重県では、2017年の衆院選で台風21号の影響により行われるまでは、繰り上げ投票が行われたことは無かった。
2012年の衆院選では、福島県では全ての投票所で投票時間を1～4時間繰り上げたが、これは公職選挙法で認めている「特別の事情」に当たらず違法だとして、福島県の女性らのグループが福島4区と5区の選挙無効を求めて仙台高等裁判所に提訴した。提訴は2013年1月15日付。投票時間を繰り上げなければ、別の候補者が当選していた可能性があったと主張した。同年4月11日、原告が両選挙区の有権者ではなかったため、原告適格を満たしていないことを理由に訴えは退けられた。
千葉県でも2014年の時点では行われていなかったが、期日前投票の定着や人件費削減などを理由として、2025年の参院選では同県南部の3市1町にて行われる。その一方、神奈川県・大阪府では繰り上げ投票は行われていない。総務省の担当者は「投票時間が短くなれば、選挙権の侵害を招くこともありうる」と述べている。